# المقاطعة (الدقهلية)
قرية المقاطعة هي إحدى القرى التابعة لمركز السنبلاوين في محافظة الدقهلية في جمهورية مصر العربية. حسب إحصاءات سنة 2006، بلغ إجمالي السكان في المقاطعة 13309 نسمة، منهم 6771 رجل و6538 امرأة. من أعلامها أحمد جمال الدين موسى وزير التربية والتعليم الأسبق.

## التاريخ
تعد قرية المقاطعة من القرى القديمة واسمها الأصلي «البحتلية»، ثم ورد اسمها بعدئذ مُحرّفًا في المصادر التي تناولت قرى مصر القديمة بأسماء «البجيلية» و«البجلية» و«البتحلية» و«التجلية» و«النخيلة». ثم تغيّر اسمها في عهد مصر العثمانية إلى «البهتلية» ثم إلى «البهذلية» وهو الاسم الذي ورد ذكرها به في دفتر المقاطعات سنة 1669م/1079هـ. وفي سنة 1738م/1150هـ، جاء إلى مصر شيخ العرب مقاطع بن موسى بن إسماعيل الشوبكي من أهالي الشوبك بالأردن فأقام وأسرته سنتين في قرية سنيطة الرفاعيين ثم انتقل إلى البهدلية واشترى بها أراضٍ واستقر نسله بها. وفي سنة 1813م/1228هـ، طالب أهل القرية بتغيير اسمها إلى «المقاطعة» نسبة إلى شيخ العرب مقاطع، فعرفت بهذا الاسم إلى اليوم.